# Zorzines kyushuensis
Zorzines kyushuensis là một loài bướm đêm trong họ Noctuidae.